# Чемпіонат УРСР з легкої атлетики 1958
Чемпіонат УРСР з легкої атлетики 1958 року відбувся згідно з календарем змагань.
Володимир Голубничий встановив світовий рекорд зі спортивної ходьби на 20000 метрів стадіоном (1:27.05,0).

## Медалісти

### Чоловіки
| Дисципліни                | Золото                     | Золото       | Срібло               | Срібло    | Бронза          | Бронза    |
| ------------------------- | -------------------------- | ------------ | -------------------- | --------- | --------------- | --------- |
| 100 метрів                | Віктор Усатий Київ         | 10,7         |                      |           |                 |           |
| 200 метрів                | Вадим Архипчук Київ        | 21,3         |                      |           |                 |           |
| 400 метрів                | Арнольд Мацулевич Київ     | 49,5         |                      |           |                 |           |
| 800 метрів                | Олексій Іванов Одеса       | 1.51,8       |                      |           |                 |           |
| 1500 метрів               | Віктор Валявко Київ        | 3.54,8       |                      |           |                 |           |
| 5000 метрів               | Геннадій Рєпін Харків      | 14.38,6      |                      |           |                 |           |
| 10000 метрів              | Олександр Ануфрієв Київ    | 30.49,6      |                      |           |                 |           |
| 110 метрів з бар'єрами    | Олександр Калюта Одеса     | 14,6         |                      |           |                 |           |
| 400 метрів з бар'єрами    | Борис Юшко Київ            | 53,5         |                      |           |                 |           |
| 3000 метрів з перешкодами | Геннадій Рєпін Харків      | 9.05,6       |                      |           |                 |           |
| Ходьба 20000 метрів       | Володимир Голубничий Суми  | 1:27.05,0 WR | Валентин Гук Черкаси | 1:30.39,2 | Іван Ярмиш Київ | 1:31.07,8 |
| Ходьба 50 кілометрів      | Олександр Сєрий Донецьк    | 4:27.29,4    |                      |           |                 |           |
| Стрибки у висоту          | Всеволод Попов Одеса       | 2,00 м       |                      |           |                 |           |
| Стрибки з жердиною        | Роман Драгомирецький Львів | 4,20 м       |                      |           |                 |           |
| Стрибки у довжину         | Антон Халаджі Харків       | 7,19 м       |                      |           |                 |           |
| Потрійний стрибок         | Дмитро Єфремов Київ        | 15,68 м      |                      |           |                 |           |
| Штовхання ядра            | Віталій Шабленко Київ      | 16,29 м      |                      |           |                 |           |
| Метання диска             | Віктор Компанієць Київ     | 54,75 м      |                      |           |                 |           |
| Метання молота            | Федір Ткачов Київ          | 61,26 м      |                      |           |                 |           |
| Метання списа             | Геннадій Самойлов Київ     | 68,87 м      |                      |           |                 |           |
| Десятиборство             | Юрій Кутенко Львів         | 7381 очко    |                      |           |                 |           |

### Жінки
| Дисципліни            | Золото                          | Золото    | Срібло | Срібло | Бронза | Бронза |
| --------------------- | ------------------------------- | --------- | ------ | ------ | ------ | ------ |
| 100 метрів            | Жанна Безручко Київ             | 11,9      |        |        |        |        |
| 200 метрів            | Жанна Безручко Київ             | 24,5      |        |        |        |        |
| 400 метрів            | Лідія Соловйова Харків          | 56,2      |        |        |        |        |
| 800 метрів            | Людмила Лисенко Дніпропетровськ | 2.08,8    |        |        |        |        |
| 80 метрів з бар'єрами | Лілія Макошина Київ             | 11,0      |        |        |        |        |
| Стрибки у висоту      | Емма Пчелінцева Одеса           | 1,60 м    |        |        |        |        |
| Стрибки у довжину     | Людмила Радченко Київ           | 5,87 м    |        |        |        |        |
| Штовхання ядра        | Марія Кузнецова Київ            | 15,83 м   |        |        |        |        |
| Метання диска         | Любов Кузьміна Київ             | 49,78 м   |        |        |        |        |
| Метання списа         | Галина Висоцька Полтава         | 48,30 м   |        |        |        |        |
| П'ятиборство          | Емма Пчелінцева Одеса           | 4179 очок |        |        |        |        |